# Преображенский, Сергей Иванович
Серге́й Ива́нович Преображе́нский (1903—1967) — советский литератор, драматург, актёр, педагог; один из первых исполнителей роли Деда Мороза на ёлке в Колонном зале Дома Союзов, автор рекомендаций для артистов, выступающих в этой роли, разработчик сценария театрализованного новогоднего представления, на основе которого создавались разнообразные сценарии детских новогодних праздников в СССР в последующие десятилетия. Как писатель и драматург, вместе с Сергеем Образцовым стоял у истоков детского кукольного театра.

## Биография
Сергей Преображенский родился в 1903 году.
В конце Великой Отечественной войны Преображенский начал подменять Михаила Гаркави в роли Деда Мороза на Кремлёвской ёлке в Колонном зале Дома Союзов и в 1949 году, после того как Гаркави сыграл Германа Геринга в фильме «Сталинградская битва», окончательно занял место Всесоюзного Деда Мороза. В отличие от Гаркави в этой ипостаси Преображенский делал основной упор на детскую аудиторию. Его кредо: «Дед Мороз — главный распорядитель, первый затейник и руководитель всего веселья».
Преображенский вёл первую новогоднюю ёлку в Кремлёвском дворце, которая состоялась 31 декабря 1953 года. По словам родственников артиста, после перенесённой в середине 1950-х годов операции он больше не выступал.
Жена   Волкова - Преображенская Людмила Дмитриевна  (1908-2006) - была актрисой, закончила студию Завадского, и работала в театре кукол Образцова, а также на эстраде.
Сергей Иванович Преображенский скончался в 1967 году.  Похоронен в Москве, на Ваганьковском кладбище.